# Chlorissa pretiosaria
Chlorissa pretiosaria is een vlinder uit de familie spanners (Geometridae). De wetenschappelijke naam is voor het eerst geldig gepubliceerd in 1877 door Staudinger.
De soort komt voor in Europa.